# 27 septembre en sport
27 août 27 octobre
Chronologies thématiques
- Croisades
- Ferroviaires
- Disney

Le 27 septembre est le 270e jour de l'année (271e en cas d'année bissextile) du calendrier grégorien.

## Événements

### XIXesiècle
- 1879 :
  - (Golf) : début de l'Open britannique 1879.
- 1883 :
  - (Baseball) : 8e édition aux États-Unis du championnat de baseball de la Ligue nationale. Les Boston Beaneaters s’imposent avec 63 victoires et 35 défaites[1].
- 1887 :
  - (Tennis /Grand Chelem) : début du Championnat national de tennis des États-Unis, dames et mixtes dont les finales auront lieu le 5 octobre 1887.

### XXesièclede1901à1950
- 1914 :
  - (Football) : à Buenos Aires, l'équipe du Brésil bat l'équipe d'Argentine 1-0. C'est le deuxième match officiel pour la Seleçao. En revanche, l'Argentine ne considère pas ce match comme officiel.
- 1919 :
  - (Football) : à Moscou, la sélection de Petrograd s'impose 2-0 sur la sélection de Moscou.
- 1925 :
  - (Athlétisme) : Charles Hoff porte le record du monde du saut à la perche à 4,25 m.
- 1931 :
  - (Sport automobile) : Grand Prix automobile de Tchécoslovaquie.

### XXesièclede1951à2000
- 1970 :
  - (Cyclisme) : l'Allemand Jürgen Tschan remporte le 64e Paris-Tours devant le Néerlandais René Pijnen (2e) à 56 s et le Belge Guido Reybrouck (3e) à 3 min 21.
- 1981 :
  - (Formule 1) : Grand Prix automobile du Canada.
- 1987 :
  - (Formule 1) : Grand Prix automobile d'Espagne.
- 1988 :
  - (Athlétisme/Dopage) : l'athlète canadien Ben Johnson est déchu, pour dopage, de son titre de champion olympique acquis à Séoul sur le 100 mètres.
- 1992 :
  - (Formule 1) : Grand Prix automobile du Portugal.
- 1998 :
  - (Formule 1) : Grand Prix automobile du Luxembourg.

### XXIesiècle
- 2005 :
  - (Football) : Ligue des champions 2005-2006 :
    - Groupe A : Juventus 3-0 Rapid de Vienne
    - Groupe A : Bayern de Munich 1-0 FC Bruges
    - Groupe B : Ajax Amsterdam 1-2 Arsenal FC
    - Groupe B : FC Thoune 1-0 AC Sparta Prague
    - Groupe C : FC Barcelone 4-1 Udinese Calcio
    - Groupe C : Panathinaïkos 2-1 Werder Brême
    - Groupe D : Lille OSC 0-0 Villarreal CF
    - Groupe D : Manchester United 2-1 Benfica Lisbonne
- 2009 :
  - (Formule 1) : Grand Prix de Singapour.
- 2015 :
  - (Compétition automobile /Formule 1) : le Britannique Lewis Hamilton s'impose sur le Grand Prix automobile du Japon
  - (Cyclisme sur route /Championnats du monde) : victoire du Slovaque Peter Sagan qui devient champion du monde de la course élite 2015.
- 2019 :
  - (Athlétisme /Mondiaux) : début des 17es Championnats du monde d'athlétisme qui se déroulent jusqu'au 6 octobre 2019 à Doha, au Qatar. Les compétitions sur route (marathon et marche) se déroulent dans les rues de Doha, tandis que l'ensemble des autres épreuves se déroule au sein du Khalifa International Stadium. Cette édition 2019 compte 49 épreuves : 24 féminines, 24 masculines et pour la première fois une épreuve mixte, le relais 4 × 400 m.
- 2020 :
  - (Cyclisme sur route /Championnats du monde) : sur la course en ligne masculine des championnats du monde de cyclisme sur route, victoire du français Julian Alaphilippe. C'est la première victoire française depuis Laurent Brochard en 1997.
  - (Compétition automobile /Formule 1) : sur le Grand Prix automobile de Russie disputé sur l'Autodrome de Sotchi, victoire du Finlandais Valtteri Bottas qui devance le Néerlandais Max Verstappen et le Britannique Lewis Hamilton.
  - (Compétition motocycliste /Grand Prix moto) : sur le Grand Prix moto de Catalogne qui se déroule à Barcelone et comptant pour le Championnat du monde, victoire du français Fabio Quartararo qui reprend la tête du classement de la MotoGP.
  - (Tennis /Grand Chelem) : début de la quinzaine à Roland Garros qui se déroulent jusqu'au 11 octobre 2020 à Paris, une date anormale en raison de la pandémie de Covid-19. Il s'agit de la 119e édition du tournoi de tennis professionnel des Internationaux de France de tennis.

## Naissances

### XIXesiècle
- 1874 :
  - Paul Jamin, pilote de courses automobile français. († 12 décembre 1952).
- 1879 :
  - Fred Schule, athlète de haies américain. Champion olympique du 110 m aux Jeux de Saint-Louis 1904. († 14 septembre 1962).
- 1881 :
  - William Clothier, joueur de tennis américain. Vainqueur de l'Open de tennis 1906. († 4 septembre 1962).
- 1882 :
  - Dorothy Greenhough-Smith, patineuse artistique individuelle britannique. Médaillée de bronze aux Jeux de Londres 1908. († 9 mai 1965).
- 1885 :
  - Tommy Smith, hockeyeur sur glace canadien. († 1er août 1966).
- 1886 :
  - Lucien Gaudin, épéiste, fleurettiste et sabreur français. Médaillé d'argent du fleuret par équipes et du sabre par équipes aux Jeux d'Anvers 1920, champion olympique du fleuret par équipes et de l'épée par équipes aux Jeux de Paris 1924 puis champion olympique du fleuret individuel et de l'épée individuelle ainsi que médaillé d'argent du fleuret par équipes aux Jeux d'Amsterdam 1928. Champion du monde d'escrime de l'épée individuelle 1921. († 23 septembre 1934).
- 1895 :
  - Woolf Barnato, pilote de courses automobile britannique. († 27 juillet 1948).

### XXesièclede1901à1950
- 1919 :
  - Johnny Pesky, joueur de baseball américain. († 13 août 2012).
- 1929 :
  - Bruno Junk, athlète de marches athlétiques soviétique puis estonien. Médaillé de bronze du 10 km aux Jeux d'Helsinki 1952 puis médaillé de bronze du 20 km aux Jeux de Melbourne 1956. († 22 septembre 1995).
- 1932 :
  - Geoff Bent, footballeur anglais. († 6 février 1958).
- 1935 :
  - Al MacNeil, hockeyeur sur glace puis entraîneur canadien.
- 1936 :
  - Jean Férignac, handballeur français. (101 sélections en équipe de France) . († ? mai 2023).
- 1937 :
  - Francis Roussely, pilote de rallyes automobile français.
- 1939 :
  - Kathy Whitworth, golfeuse américaine. Victorieuse des Titleholders Championship 1965 et 1966, des LPGA Championship 1967, 1971 et 1975 et du Western Open féminin 1967.
- 1940 :
  - Benoni Beheyt, cycliste sur route belge. Vainqueur du Tour de Belgique 1964 et de Gand-Wevelgem 1963.
- 1941 :
  - Peter Bonetti, footballeur anglais. Champion du monde de football 1966. (7 sélections en équipe nationale). († 12 avril 2020).
- 1949 :
  - Mike Schmidt, joueur de baseball américain.
- 1950 :
  - Michel Archambault hockeyeur sur glace puis entraîneur canadien. († 23 mai 2018).

### XXesièclede1951à2000
- 1951 :
  - Péter Baczakó, haltérophile hongrois. Médaillé de bronze des -82,5 kg aux Jeux de Montréal 1976 puis champion olympique des -90 kg aux Jeux de Moscou 1980. († 1er avril 2008).
  - Steve Soper, pilote de courses automobile britannique.
- 1952 :
  - André Viger, athlète handisport en fauteuil canadien. († 1er octobre 2006).
- 1953 :
  - Claudio Gentile, footballeur puis entraîneur italien. Champion du monde de football 1982. Vainqueur de la Coupe UEFA 1977 et de la Coupe d'Europe des vainqueurs de coupe 1984. (71 sélections en équipe nationale).
- 1956 :
  - Steve Archibald, footballeur puis entraîneur écossais. Vainqueur de la Coupe UEFA 1984. (27 sélections en équipe nationale).
  - Pascal Simon, cycliste sur route français.
- 1957 :
  - Bernard Moullier, sauteur à ski français.
- 1959 :
  - Charly Bérard, cycliste sur route français.
  - Miroslav Fryčer, hockeyeur sur glace puis entraîneur tchèque.
  - Beth Heiden, patineuse de vitesse, cycliste sur route et skieuse américaine. Médaillée de bronze du 3 000 m aux Jeux de Lake Placid 1980. Championne du monde toutes épreuves de patinage de vitesse 1979. Championne du monde de cyclisme sur route 1980.
- 1964 :
  - Predrag Brzaković, footballeur et joueur de futsal yougoslave puis serbe. (3 sélections en Équipe de Serbie de futsal). († 15 septembre 2012).
- 1965 :
  - Steve Kerr, basketteur puis entraîneur américain. Champion du monde de basket-ball masculin 1986. (9 sélections en équipe nationale).
- 1967 :
  - Paco Camarasa, footballeur espagnol. (14 sélections en équipe nationale).
- 1969 :
  - Vyacheslav Shabunin, athlète de demi-fond soviétique puis russe.
- 1972 :
  - Clara Hughes, cycliste sur route et patineuse de vitesse canadienne. Médaillée de bronze de la course en ligne et du contre-la-montre aux Jeux d'Atlanta 1996. Médaillée de bronze du 5 000 m aux Jeux de Salt Lake City 2002 et aux Jeux de Vancouver 2010 puis championne olympique du 5 000 m et médaillée d'argent de la poursuite par équipes aux Jeux de Turin 2006. Championne du monde simple distance de patinage de vitesse du 5 000 m 2004.
- 1974 :
  - Mickaël Hay, basketteur puis entraîneur français.
  - Pedro Horrillo, cycliste sur route espagnol.
- 1976 :
  - Francesco Totti, footballeur italien. Champion du monde de football 2006. (58 sélections en équipe nationale).
- 1977 :
  - Lucas Bernardi, footballeur argentin. (6 sélections en équipe nationale).
  - Jovo Stanojević, basketteuse serbe.
- 1982 :
  - Thomas Kelati, basketteur américain puis polonais. Vainqueur de l'EuroCoupe 2010 et 2012.
  - Tan White, basketteuse américaine.
  - Darrent Williams, joueur de foot U.S. américain. († 1er janvier 2007).
- 1983 :
  - Jay Bouwmeester hockeyeur sur glace canadien. Champion olympique aux Jeux de Sotchi 2014. Champion du monde de hockey sur glace 2003 et 2004.
  - Chris Quinn, basketteur américain. Vainqueur de l'EuroCoupe 2012.
  - Lamia Boumehdi, footballeuse internationale marocaine.
- 1984 :
  - Wouter Weylandt, cycliste sur route belge. († 9 mai 2011).
- 1985 :
  - Omar Hawsawi, footballeur saoudien. (43 sélections en équipe nationale).
  - Anthony Morrow, basketteur américain.
- 1986 :
  - Stéphane Ruffier, footballeur français. (3 sélections en équipe de France).
- 1987 :
  - Ádám Bogdán, footballeur hongrois. (20 sélections en équipe nationale).
  - Zakkari Dempster, cycliste sur piste puis sur route australien.
  - Vanessa James, patineuse artistique de couple britannique, française et canadienne. Médaillée de bronze aux Mondiaux de patinage artistique 2018.
  - Anthony Mounier, footballeur français.
  - Olga Puchkova, joueuse de tennis russe.
- 1988 :
  - Mathias Flückiger, coureur cycliste suisse spécialiste de VTT cross-country et de cyclo-cross
- 1989 :
  - Nicola Boem, cycliste sur route italien.
  - Mandy François-Elie, athlète de sprint handisport française. Championne olympique du 100 m aux Jeux de Londres 2012 puis médaillée d'argent du 100 m aux Jeux de Rio 2016. Championne du monde d'athlétisme handisport du 100 et 200 m 2013.
  - Park Tae-hwan, nageur sud-coréen. Champion olympique du 400 m et médaillé d'argent du 200 m nage libre aux Jeux de Pékin 2008 puis médaillé d'argent du 200 m et 400 m nage libre aux Jeux de Londres 2012. Champion du monde de natation du 400 m nage libre 2007 et 2011. Champion d'Asie de natation du 200 m, 400 m et 1 500 m nage libre 2006.
- 1990 :
  - Frédéric Bulot, footballeur français.
  - Coumba Diallo, joueuse de rugby à XV française. Victorieuse du Grand Chelem 2014. (33 sélections en équipe de France).
  - Hugo Houle, cycliste sur route canadien.
  - Simon Vitse, pilote moto de rallye-raid et de quad français.
- 1991 :
  - Ousmane Barry, footballeur guinéen.
  - Lucas Bonetto, pilote de rallye-raid et de quad argentin.
  - Jerrold Brooks, basketteur américain.
  - Simona Halep, joueuse de tennis roumaine.
  - Émilie Menuet, athlète de marches athlétiques française.
- 1992 :
  - Adeline Baud, skieuse alpine française. Championne du monde de ski alpin par équipes 2017.
  - Pak Kwang-ryong, footballeur nord-coréen. (34 sélections avec l'équipe du Nord).
- 1993 :
  - Mónica Puig, joueuse de tennis port-ricaine. Championne olympique en individuelle aux Jeux de Rio 2016.
  - Denny Solomona, joueur de rugby à XIII et à XV samoan puis anglais. (1 sélection avec l'Équipe des Samoa de rugby à XIII et 2 avec l'Équipe d'Angleterre de rugby à XV).
- 1995 :
  - Raïssa Dapina, handballeuse franco-sénégalaise.
  - Yoshihito Nishioka, joueur de tennis japonais.
- 1996 :
  - Maxwell Cornet, footballeur franco-ivoirien. (8 sélections avec l'équipe de Côte d'Ivoire).
- 1997 :
  - Kialonda Gaspar, footballeur angolais.
- 1999 :
  - Kayana Traylor, basketteuse américaine.
- 2000 :
  - Sabah Seghir, footballeuse internationale marocaine.

### XXIesiècle
- 2002 :
  - Leïa Ratahiry, volleyeuse française. (38 sélections en équipe de France).
- 2004 :
  - Kyliane Dong, footballeur français.
  - João Neves, footballeur portugais. (milieu de terrain pour le SL Benfica et finaliste du Golden Boy 2023, il sera voté Homme du Match à 4 occasions et se voit représenter le Portugal dès l'âge de 19 ans face à la Bosnie-Herzégovine).
- 2005 :
  - Óscar Perea, footballeur colombien.

## Décès

### XXesièclede1901à1950
- 1943 :
  - Willoughby Hamilton, 78 ans, joueur de tennis irlandais. Vainqueur du Tournoi de Wimbledon 1890. (° 9 décembre 1864).
- 1945 :
  - Louis Cazal, 38 ans, footballeur français. (6 sélections en équipe nationale). (° 24 octobre 1906).
- 1946 :
  - Graham Drinkwater, 71 ans, hockeyeur sur glace canadien. (° 22 février 1875).

### XXesièclede1951à2000
- 1956 :
  - Mildred Didrickson Zaharias, 45 ans, athlète de lancers, de haies et de sauts américaine. Championne olympique du javelot et du 80 m haies puis médaillé d'argent de la hauteur aux Jeux de Los Angeles de 1932. Ensuite elle devint golfeuse et est victorieuse des US Open 1948, 1950 et 1954. (° 26 juin 1911).
- 1958 :
  - Hector Cazenave, 44 ans, footballeur français. (8 sélections en équipe de France). (° 13 avril 1914).
- 1981 :
  - Bronisław Malinowski, 30 ans, athlète de haies polonais. Médaillé d'argent du steeple aux Jeux de Montréal 1976 puis champion olympique du steeple aux Jeux de Moscou 1980. Champion d'Europe d'athlétisme du steeple 1974 et 1978. (° 4 juin 1951).
- 1999 :
  - Grant Warwick, 77 ans, hockeyeur sur glace canadien. (° 11 octobre 1921).

### XXIesiècle
- 2001 :
  - Josef Bican, 88 ans, footballeur autrichien puis tchécoslovaque. (19 sélections avec l'équipe d'Autriche, 14 avec la Tchécoslovaquie et 2 avec celle de de Bohême et Moravie). (° 25 septembre 1913).
- 2005 :
  - Karl Decker, 84 ans, footballeur puis entraîneur autrichien. (8 sélections avec l'équipe d'Allemagne et 25 sélections avec l'équipe d'Autriche). (° 5 septembre 1921).
- 2007  :
  - René Binggeli, 66 ans, cycliste sur route suisse. (° 17 janvier 1941).
  - René Bliard, 76 ans, footballeur français. (7 sélections en équipe de France). (° 18 octobre 1932).
  - Darcy Robinson, 26 ans, hockeyeur sur glace canadien. (° 3 mai 1981).
- 2010 :
  - George Blanda, 83 ans, joueur de foot U.S. américain. (° 17 septembre 1927).
  - Trevor Taylor, 73 ans, pilote de F1 britannique. (° 26 décembre 1936)
- 2011 :
  - Jesús María Pereda, 73 ans, footballeur espagnol. Champion d’Europe de football 1964. (15 sélections en équipe nationale). (° 23 juin 1938).